# ガンボルド・ガンバヤル
ガンボルド・ガンバヤル（モンゴル語: Ганболдын Ганбаяр、2000年9月3日 - ）は、モンゴル国のサッカー選手。モンゴル代表。ポジションはMF。
モンゴル人サッカー選手としては史上初めてヨーロッパでプロ契約を締結した選手で、同国史上初のスーパースター候補との呼び声も高い選手である。

## クラブ歴

### ユース
2000年にスフバートル市で生まれた。7歳の時にサッカーを始めた。2011年にはACミランがウランバートルで開いたジュニア向けキャンプに参加し、200人を超える参加者から4人だけ選ばれたミラノでの大会に参加する選手の一人に選出された。
2013年にはU-14代表での活躍からアカデミカ・コインブラから興味を持たれたが、モンゴルに残る道を選んだ。

### ホルムホン
2014年にホルムホンFCの下部組織に加入した。同年にはU-15の最優秀選手に輝いた。
2015年にトップチームに昇格し、同年にトップチームで11試合15得点の大活躍を見せた。同年のU-17でも最優秀フォワードに選出された。翌年3月にガル＝エルデネ・ソヨル＝エルデネと代表監督のゾリグティン・バットゥルガとともにバーネットFCの練習に一ヶ月間参加した。その後ホルムホンに戻ってAFCカップ2016予選に出場、15歳での出場は同大会史上最年少出場記録を樹立した。

### プシュカーシュ・アカデーミア

#### ユース
同年9月にプシュカーシュ・アカデーミアFCのアカデミーに単年契約で加入した。この移籍にはモンゴル国サッカー連盟とハンガリーサッカー連盟間で2014年に交わしたパートナーシップ協定が関っており、彼以外にもモンゴルから3人がアジア人としては初めて同クラブの下部組織に加入した。
翌年5月に、彼以外のモンゴル人選手はモンゴルに帰国したが、彼だけはプスカシュ＝スズキ・クパのメンバーに名を連ねた。同大会で出場も果たしている。同大会でプシュカーシュ・アカデーミアU-17は銅メダルを獲得した事によって、彼はモンゴル人サッカー選手として初めてヨーロッパの大会でメダルを獲得した選手となった。大会後には公式戦出場がないままモンゴルに帰国したが、8月にU-19の選手として600ユーロで契約を延長した。

#### プロ
2018年4月11日にウランバートル・シティFCに月600万トゥグルグの契約で一年間の期限付き移籍をした。同月23日にMFFスーパーカップで移籍後初出場を記録した。
同年8月初旬、ウランバートル・シティへの期限付き移籍が打ち切りとなり、プシュカーシュ・アカデーミアに復帰した。復帰後すぐにホンヴェード・クパにU-19チームで出場した。同月24日にクラブとプロ契約を締結し、モンゴル史上初のヨーロッパでプロ契約を締結した選手となった。
2020年7月にネムゼティ・バイノクシャーグIIのアクヴィタルFCチャークヴァールに期限付き移籍した。同月に親善試合で初得点を記録すると、翌月2日の開幕節で途中出場し移籍後公式戦初出場を記録した。公式戦初得点は同月23日に記録した。
同月末にはプシュカーシュ・アカデーミアのUEFAヨーロッパリーグ 2020-21 予選のメンバーに選出されたが、スウェーデンへ渡航することはなかった。但し、8月30日にはネムゼティ・バイノクシャーグIに出場し、プシュカーシュ・アカデーミアのトップチームデビューも果たした。その後同シーズンは主にチャークヴァールでプレーしたが、プシュカーシュ・アカデーミアでも計3試合に出場した。
2021年7月にスロバキアの2.リーガのKFCコマールノに期限付き移籍した。移籍後初得点は同月17日の親善試合であった。同月24日の開幕節で移籍後公式戦初出場を記録した。

## 代表歴

### 年代別
2013年にU-14代表としてAFC U-14選手権2014予選に出場した。澳門代表戦では7-0の勝利を挙げたが、そのうちの5得点を彼が記録した。国際大会で1試合5得点をしたのはモンゴル人史上初であった。
2015年9月にはAFC U-16選手権2016予選のメンバーに選出された。主将として臨んだが、日本代表相手には17-0の惨敗を喫した。
2017年6月には16歳でAFC U-23選手権2018予選のメンバーに選出された。同大会に先立ってモンゴル・ナショナルプレミアリーグ選抜と戦い、3-0の勝利を記録したが、この試合でも2得点を記録した。しかし大会では代表自体がPKで得た1得点のみに終わって1分2敗の最下位であった。
同年10月にはAFC U-19選手権2018予選のメンバーに選出された。この大会では1得点を記録、シンガポール代表に勝利した事によって最下位は免れた。

### A代表
初招集は2019年6月の2022 FIFAワールドカップ・アジア1次予選のブルネイ代表戦であったが、練習中にハムストリングスを痛めた。試合自体には間に合う程度ではあったといえ、結果として2試合ともに控えで出場機会は無かった。代表はこのラウンドを勝ち上がった。
初出場は2021年3月25日に行われた2022 FIFAワールドカップ・アジア2次予選のタジキスタン代表戦であった。5日後に行われた日本代表戦にも出場したが、14-0の惨敗を喫し、モンゴル代表史上2番目の惨敗、そして日本代表史上2番目の快勝という記録を残してしまった。
初得点は2022年6月14日に行われたAFCアジアカップ2023・3次予選のイエメン代表戦で、この試合で2得点をあげて2-0の勝利の立役者となった。